# El nuevo mandamiento

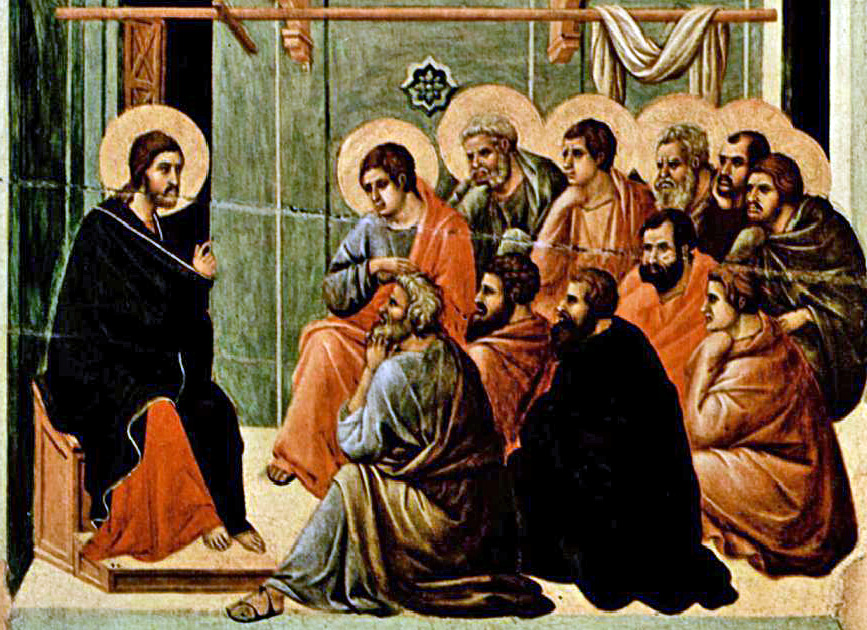
Jesús da su Discurso de Despedida a sus once discípulos restantes después de la Última Cena, de la Maesta de Duccio, c. 1310.

El nuevo mandamiento de Jesús de «amarse unos a los otros» es parte de las instrucciones finales dadas a sus discípulos después de que la Última Cena había terminado, (Pero antes de la oración en el huerto de Getsemaní) y después de que Judas Iscariote se había marchado, en Juan 13:30.
33«Hijitos, aún estaré con vosotros un poco. Me buscaréis; pero como dije a los judíos, así os digo ahora a vosotros: A donde yo voy, vosotros no podéis ir. 34 Un mandamiento nuevo os doy: Que os améis unos a otros; como yo os he amado, que también os améis unos a otros. 35 En esto conocerán todos que sois mis discípulos, si tuviereis amor los unos con los otros»
—Juan 13:33-35
Este mandamiento aparece trece veces en doce versículos en el Nuevo Testamento. Teológicamente, este mandamiento se interpreta como el dual Amor de Cristo para sus seguidores. El mandamiento también puede ser visto como el último deseo en el discurso de despedida a los discípulos.
A pesar del nombre, el mandamiento no es técnicamente «nuevo». El mandamiento de amarnos unos a otros se encuentra en Levítico 19:18:
«No te vengarás, ni guardarás rencor a los hijos de tu pueblo, sino amarás a tu prójimo como a ti mismo. Yo Jehová»
—Levítico 19:18

## Evangelio de Juan
La declaración del mandamiento nuevo de Jesús en Juan 13:34-35 fue después de la Última Cena, y después de la salida de Judas. El mandamiento fue precedido por Juan 13:33, donde Jesús dice a sus discípulos restantes, como a niños, que va a estar con ellos por un corto tiempo, entonces los dejará.
El mandamiento que Jesús dijo a los discípulos fue: «Amaos los unos a los otros; como yo os he amado».
Justo después del mandamiento, y antes del discurso de despedida, se registra la primera referencia a la negación de Pedro, donde Jesús predijo que Pedro lo negaría tres veces antes de que cantara el gallo.
Dos declaraciones similares también aparecen en el capítulo 15 del Evangelio de Juan.
- «Este es mi mandamiento: Que os améis unos a otros, como yo os he amado» (Juan 15:12)

- «Esto os mando: Que os améis unos a otros» (Juan 15:17).

## Otras referencias del Nuevo Testamento

### Escritos joánicos
Los escritos de Juan incluyen otros pasajes similares:
- «Porque este es el mensaje que habéis oído desde el principio: Que nos amemos unos a otros» (1 Juan 3:11).

- «Y este es su mandamiento: Que creamos en el nombre de su Hijo Jesucristo, y nos amemos unos a otros como nos lo ha mandado» (1 Juan 3:23).

- «Amados, amémonos unos a otros; porque el amor es de Dios. Todo aquel que ama, es nacido de Dios, y conoce a Dios» (1 Juan 4:7).

- «Nadie ha visto jamás a Dios. Si nos amamos unos a otros, Dios permanece en nosotros, y su amor se ha perfeccionado en nosotros» (1 Juan 4:12).

Del mismo modo, la Segunda Epístola de Juan afirma:
- «Y ahora te ruego, señora, no como escribiéndote un nuevo mandamiento, sino el que hemos tenido desde el principio, que nos amemos unos a otros» (2 Juan 1:5).

### Epístolas paulinas
Las epístolas paulinas también contienen referencias similares.
- «No debáis a nadie nada, sino el amaros unos a otros; porque el que ama al prójimo, ha cumplido la ley» (Romanos 13:8).

- «Pero acerca del amor fraternal no tenéis necesidad de que os escriba, porque vosotros mismos habéis aprendido de Dios que os améis unos a otros» (1 Tesalonicenses 4:9).

### 1 Pedro
La Primera Epístola de Pedro tiene una declaración similar.
- «Habiendo purificado vuestras almas por la obediencia a la verdad, mediante el Espíritu, para el amor fraternal no fingido, amaos unos a otros entrañablemente, de corazón puro» (1 Pedro 1:22).

## Interpretaciones
El «nuevo mandamiento», afirma el Wycliffe Bible Commentary, «era nuevo en que el amor debía ser ejercido hacia los demás, no por pertenecer a la misma nación, sino por pertenecer a Cristo [...] y el amor de Cristo, el que los discípulos habían visto [...] sería un testimonio al mundo».
Una de las novedades introducidas por este mandamiento – tal vez justificando su designación como nuevo – es que Jesús «se presenta como un estándar para el amor». El criterio habitual habría sido «como a ti mismo». Sin embargo, el Nuevo Mandamiento va más allá del «como a ti mismo» como se encuentra en la ética de la reciprocidad y afirma «como yo os he amado», mediante el amor de Cristo por sus discípulos como el nuevo modelo.
La Primera Epístola de Juan refleja el tema del amor siendo una imitación de Cristo, con 1 Juan 4:19 que dice: «Nosotros le amamos a él, porque él nos amó primero».